# Роман Севаст
Роман Севаст (Роман Севастьянов) — україно-американський підприємець, співзасновник і президент компанії Awesomic, маркетплейсу віддалених талантів у сфері дизайну, розробки та маркетингу. Входить до списку Forbes 30 Under 30.

## Життєпис

### Раннє життя та освіта
Роман Севаст почав займатися програмуванням у дитинстві. У віці 14 років почав запускати різні проєкти та ігрові сервери. Першим досвідом був розвиток та підтримка приватного сервера гри GTA: San Andreas, завдяки чому він почав вивчати PHP, MySQL та інші вебтехнології. Навчаючись у школі почав виконувати замовлення з розробки як фрилансер і заснував агенцію з копірайтингу та SMM.
У 2013 році вступив до Чернівецького національного університету на факультет прикладної математики для вивчення створення систем штучного інтелекту. Навчаючись на першому курсі університету запустив інтернет-магазин з продажу постільної білизни та сервіс з доставлення їжі з супермаркетів, проте через початок війни у 2014 році інвестор зупинив інвестиції, і проєкт припинив роботу. Після першого курсу Севаст покинув ЧНУ та переїхав до Києва і вступив до Національного Авіаційного Університету, але провчився лише семестр.

### Кар'єра
У 2014 році Роман Севаст отримав посаду розробника у компанії Paymentwall.
У 19 років він переїхав до Ханоя, В'єтнам де Paymentwall відкрив свій R&D-офіс. У компанії він був розробником сервісу електронних інвойсів.
Влітку 2015 року повернувся до Києва і продовжив працювати у Paymentwall. Повернувшись до фрилансу для американських стартапів, виконував роль Software-консультанта, а також допомагав створювати команди розробки для американських компаній.

#### Doge Codes
2017 року разом з партнеркою Анастасією Павлишиною запустив компанію Doge Codes, яка пропонувала онлайн-курси програмування з провідними менторами. Компанія швидко зросла, маючи понад 150 студентів у 2018 році та 4000 осіб, які переглядали їхні лекції.

#### Awesomic
У травні 2019 Роман Севаст спільно з Анастасією Павлишиною створили перший сайт-візитку для пошуку вебдизайнерів, який згодом переріс у повноцінну вебплатформу. У липні 2020 року платформа провела ребрендинг та став Awesomic, маркетплейсом, який спрощує процес аутсорсингу дизайну, автоматично з'єднуючи бізнеси з відповідно кваліфікованими дизайнерами без необхідності в інтерв'ю та з фіксованою ціною. Завдяки цій моделі компанія змогла залучити широку клієнтську базу, включаючи такі компанії, як Reface, Lift99, People.ai та Snov.
У квітні 2021 року стартап пройшов акселерацію у Y Combinator та залучив інвестиції у розмірі 125 000$. Того ж року Роман Севаст увійшов до списку 30 найуспішніших молодих підприємців до 30 років за версією Forbes Ukraine.
У серпні 2022 року його компанія стала одним із 16 українських стартапів, які отримали фінансову допомогу в рамках ініціативи Google for Startups Ukraine Support Fund на суму 5 мільйонів доларів. Також у 2022 Awesomic отримав нагороду Red Dot Award у категорії «Бренди та комунікаційний дизайн».
У березні 2023 року Awesomic зібрав 800 000 доларів інвестицій від Pioneer Fund, Flyer One Ventures, Red Rooster Ventures та інвесторів Y Combinator, таких як Майкл Сейбел і Джаред Фрідман. У лютому 2024 року Роман Севаст відкрив другий офіс Awesomic у Сан-Франциско, США.

#### Штучний інтелект
Восени 2024 року, Роман Севаст створив ШІ-помічника, який може виконувати кілька завдань лише за допомогою однієї підказки. Цю ідею команда Awesomic представили генеральному директору лабораторії дослідження штучного інтелекту OpenAI Сему Альтману під назвою GPT-a (бо «аssistant»). Згодом OpenAI випустила ШІ-агента за цією ідеєю — ChatGPT Operator.